# 屏遮那駅
屏遮那駅（へいしゃなえき）は、台湾嘉義県阿里山郷にある阿里山森林鉄路阿里山線の駅。
標高は1,711メートル。スイッチバック構造でここから沼平駅（旧阿里山駅）までさらに4度（第一分道、第二分道、第三分道=神木駅、第四分道=阿里山駅）のスイッチバックで登坂する。

## 駅構造
上下列車交換が可能な2線をもつ地上駅。トタン小屋の駅舎がある。

## 利用状況
阿里山線の本線は当駅を含む奮起湖駅 - 神木駅間が八八水害により寸断されている。

## 駅周辺
道路と繋がっておらず、周辺に建物もない。

## 歴史
- 1912年12月25日 - 「平遮那驛」として開業[1]。
- 1965年6月1日 - 「屏遮那」駅に改称[2]。
- 1999年9月21日 - 921大地震で不通に。
- 2009年8月8日 - 八八水害により再度不通に。

## 隣の駅
阿里山森林鉄路
■阿里山線
十字路駅 - 屏遮那駅 - 第一分道駅